# República Popular da Bulgária
A República Popular da Bulgária (RPB) (em búlgaro:  Народна република България, Narodna republika Balgariya) foi o estado búlgaro de 1946 a 1990, quando estava sob o controle do Partido Comunista Búlgaro (PCB). A Bulgária era um país do Bloco do Leste e um aliado da União Soviética durante a guerra fria, um membro do pacto de Varsóvia e do Comecon. Após a queda do socialismo na Europa Oriental, o PCB se transformou em 1990, mudando seu nome para Partido Socialista Búlgaro.

## História

### Início do regime comunista
Enquanto a guerra se desenvolvia contra a Alemanha Nazista e os seus apoiantes, os dirigentes búlgaros em 1944 procuraram acordos com os aliados ocidentais a partir do avanço das tropas soviéticas. No entanto, já era tarde demais. Em 5 de setembro de 1944 a União Soviética, cujas tropas já tinham chegado à Romênia, declararam guerra à Bulgária. O governo da Bulgária capitulou após alguns dias, e o novo governo sob a tutela dos soviéticos declarou guerra à Alemanha e retirou suas tropas da Grécia e da Iugoslávia. Em 16 de setembro, o exército soviético entrou em Sófia (e ocupou o país até o final de 1947).
Em 28 de outubro, foi assinada a paz com Moscou. Simultaneamente, o poder passou para as mãos dos comunistas. Em 9 de setembro, um golpe de Estado colocou no governo a Frente Patriótica (rebeldes que lutavam contra os nazistas e contra o governo fascista búlgaro), o Partido Comunista da Bulgária. Como a única força política organizada, e com o apoio direto de Moscou, os comunistas tomaram todas as esferas de poder, com o apoio dos exércitos de ocupação. Após a abolição da monarquia, por referendo, foi proclamada a República Popular da Bulgária em 15 de setembro de 1946. Ao apoio da União Soviética e do Tratado de Paris de 1947, a Bulgária teve que retornar a Macedônia para a Iugoslávia e a Trácia para a Grécia, mas conseguiu manter a Dobruja do Sul. A agricultura foi coletivizada e uma campanha maciça de industrialização foi lançada.
Em 1950, após a morte de Vasil Kolarov e de Georgi Dimitrov um ano antes, Vulko Chervenkov tornou-se primeiro-ministro. Chervenkov iniciou um processo de industrialização rápida e contundente. No entanto, a base de apoio da Chervenkov mesmo no Partido Comunista era demasiado estreita para ele sobreviver por muito tempo uma vez que seu patrono, Stalin, tinha falecido. Em março de 1954, um ano após a morte de Stalin, Chervenkov foi deposto como Secretário do Partido, com a aprovação da nova liderança em Moscou e substituído pelo jovem Todor Zhivkov. Chervenkov ficou como primeiro-ministro até abril de 1956, quando finalmente foi demitido e substituído por Anton Yugov.

### Era Todor Zhivkov
Todor Zhivkov governou a Bulgária por 35 anos (de 1954 a 1989), sendo completamente leal aos soviéticos, ao mesmo tempo tendo um tom moderado nos assuntos internos do país. Relações foram restauradas com a Iugoslávia e Grécia, os julgamentos e execuções de Traicho Kostov e outros "titoístas" (embora não de Nikola Petkov e outras vítimas não-comunistas da expurgos 1947) foram oficialmente denunciados. Um grau limitado de liberdade de expressão foi restaurada e a perseguição à Igreja foi encerrada.
As revoltas na Polônia e na Hungria, em 1956 não se espalharam para a Bulgária. Mas o partido colocou limites firmes e restrições sobre a liberdade intelectual e literária para evitar esses surtos. Na década de 1960, foram adotadas algumas reformas econômicas, o que permitiu a venda livre da produção que excedeu montantes previstos. O país se tornou o destino turístico mais popular para as pessoas do Bloco Oriental. A Bulgária também teve uma grande base de produção de commodities durante o seu governo, como cigarros e chocolate, que eram difíceis de obter em outros países socialistas.
Anton Yugov se aposentou em 1962, e Zhivkov tornou-se então o primeiro-ministro, bem como Secretário Geral do Partido. Ele sobreviveu à transição da liderança soviética de Khrushchev para Brejnev em 1964, e em 1968 voltou a demonstrar sua lealdade para com a União Soviética, tendo uma parte formal na invasão do Pacto de Varsóvia à Tchecoslováquia para reprimir a Primavera de Praga. Neste ponto, a Bulgária tornou-se geralmente considerada como o mais fiel aliado da União Soviética no Leste Europeu.
Em 1971, com a adoção de uma nova constituição, Zhivkov promoveu-se a Chefe de Estado (Presidente do Conselho de Estado) e fez Stanko Todorov primeiro-ministro.
Durante o seu longo governo, o setor industrial búlgaro cresceu rapidamente, a maior parte do complexo industrial existente em Balkan, como Kremikovtsi ou Chervena Mogila foram construídas no seu tempo. A primeira e única usina de energia nuclear em Kozloduy foi construída em 1970. Desde 1975, o país teve avanços de alta tecnologia como exploração do espaço e computadores. A 10 de abril de 1979, a Bulgária lançou Georgi Ivanov, seu primeiro cosmonauta, ao espaço, no âmbito do programa patrocinado Soviética Intercosmos. Na década de 1980, começou a construção maciça de computadores "Pravets", a Bulgária passa a ser o primeiro país no mundo a fazer isso.
Entretanto, a economia do país entrou em crise nos anos 1980 - efeito da estagnação da economia soviética. Com as reformas de Gorbachev na URSS e consequentemente no restante do Bloco Comunista, Zhivkov foi pressionado a reformar o socialismo búlgaro. Zhivkov resistiu às reformas até 1989, quando integrantes reformistas do Partido Comunista o depuseram do poder no dia 10 de dezembro.

### Fim do regime
A deposição rápida de Zhivkov por Petar Mladenov deu um folego ao Partido Comunista e impediu uma mudança revolucionária. Embora Mladenov prometesse abrir o regime, as manifestações em todo o país trouxeram a situação para fora de controle. Em 11 de dezembro, Mladenov foi à televisão nacional para anunciar que o Partido Comunista tinha abandonado o poder.
Em 15 de janeiro de 1990, a Assembleia Nacional aboliu formalmente o "papel de liderança" do Partido Comunista na constituição. Em junho de 1990, foram realizadas as primeiras eleições livres desde 1931, abrindo assim o caminho da Bulgária para a democracia multipartidária. Finalmente, em meados de novembro de 1990, a Assembleia Nacional votou para mudar o nome do país para República da Bulgária e removeu o emblema do estado comunista da bandeira nacional. Era o fim oficial do regime comunista na Bulgária.

## Economia
A economia da República Popular da Bulgária é uma economia planificada. Em meados dos anos 40, quando o processo de colectivização começou, a Bulgária era um estado predominantemente agrário, com cerca de 80% da população localizada em zonas rurais.
A Bulgária conheceu um rápido desenvolvimento industrial a partir dos anos 50. Na década seguinte, a economia do país parecia estar profundamente transformada. Embora persistam muitas dificuldades, tais como habitações pobres e infra-estruturas urbanas insuficientes, a modernização é real. O país recorreu então à alta tecnologia, um sector que representou 14% do seu PIB entre 1985 e 1990. As suas fábricas produzem processadores, discos rígidos, unidades de disquetes e robôs industriais.